# Mercantilisme

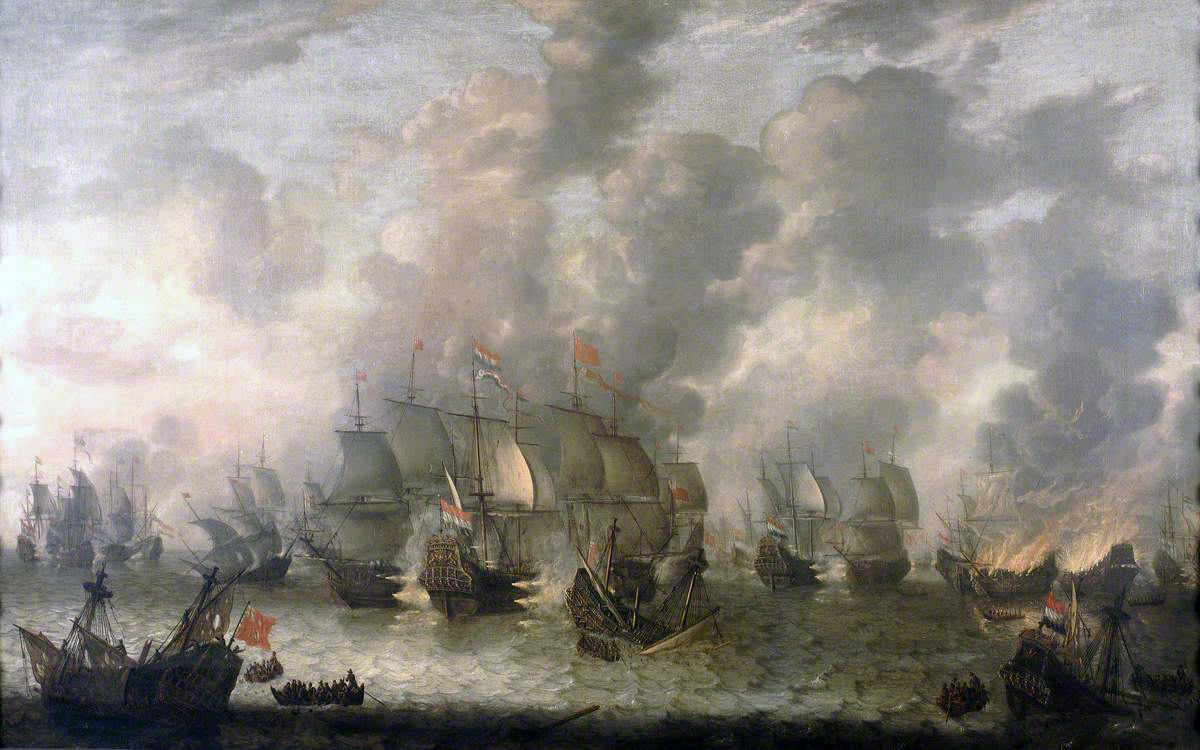
De slag bij Ter Heijde, 10 augustus door Jan Abrahamsz. van Beerstraten, geschilderd rond 1654, de laatste grote slag in de bij uitstek mercantilistische Eerste Engels-Nederlandse Oorlog.

Het Europees mercantilisme is een economisch beleid met als doel om de export te maximaliseren en de import te minimaliseren. Dat beleid gaat veelal gepaard met imperialisme, importtarieven en subsidies op verhandelde goederen. Het beleid is gericht op het verminderen van tekorten op de handelsbalans, de stimulering van handelsoverschotten, de opbouw van monetaire reserves en de export van afgewerkte goederen.
Deze economische theorie uit de vroegmoderne tijd stelt dat de welvaart van een natie afhankelijk is van het aanbod van kapitaal in die natie, en dat het mondiale volume van de internationale handel "onveranderlijk" is, een zero-sum game: wat de ene partij wint, verliest de andere. De theorie domineerde het economische beleid in West-Europa van het begin van de 16e eeuw tot het eind van de 18e eeuw. Het mercantilisme was een reactie van regeringen op de opkomst van het handelskapitalisme, ook wel vroegkapitalisme genoemd. Ook het gebrek aan edelmetaal vanaf het eind van de 16e eeuw speelde een rol.
In de mercantilistische denkwijze worden economische activa (of kapitaal) vertegenwoordigd door edelmetalen (goud en zilver) en de handelsgoederen in het bezit van de staat. De theorie stelt rijkdom en het bezit van monetaire activa min of meer aan elkaar gelijk. Het bezit van goudvoorraden en zilver werd van groot belang geacht voor de macht van de staat omdat dit een stabiele buffer was in moeilijke tijden en zo een zekere onafhankelijkheid garandeerde.
Deze rijkdom kon het best worden verhoogd door middel van een positieve handelsbalans met andere landen. De export moest worden gestimuleerd, de import moest worden ontmoedigd. Het middel hiertoe was het gebruik van respectievelijk exportsubsidies en het heffen van tarieven op de import. De mercantilistische theorie schrijft voor dat de overheid een protectionistische rol in de economie moet spelen. Er is een hoge mate van economische bemoeienis door de staat vereist. Deze interventie richtte zich aan de ene kant op het bevorderen maar vooral ook structureren van de handel (export), aan de andere kant op het nemen van protectionistische maatregelen om de import zo veel mogelijk te beperken.

## Theorie
De meeste van de Europese economen die tussen 1500 en 1750 actief waren, worden tegenwoordig als mercantilisten beschouwd; deze term werd aanvankelijk alleen door hun critici, zoals Markies de Mirabeau en Adam Smith, gebruikt, maar werd al snel overgenomen door historici. Het begrip "mercantilisme" werd in het begin van de 19e eeuw voor het eerst gebruikt in het Duitse taalgebied.
Het grootste deel van wat men gewoonlijk de "mercantilistische literatuur" noemt, verscheen in de jaren 1620 in Groot-Brittannië. Smith zag de Engelse koopman Thomas Mun (1571-1641) als een belangrijke schepper van het mercantilistische denken. Vooral zijn postuum gepubliceerde Treasure by Foreign Trade (1664) werd door Smith als het manifest van de beweging beschouwd. Misschien wel het laatste belangrijke mercantilistische werk was de Principles of Political Economy van James Steuart uit 1767. In Italië, Frankrijk en Spanje volgden ook publicaties over mercantilistische thema's. Voorbeelden zijn de Italianen Giovanni Botero (1544-1617) en Antonio Serra (1580-?); De Fransen Jean Bodin, Jean-Baptiste Colbert en andere voorlopers van de fysiocraten; meerdere schrijvers uit de Spaanse School van Salamanca, onder wie Francisco de Vitoria (1480 of 1483-1546), Domingo de Soto (1494-1560), Martín de Azpilcueta (1491-1586) en Luis de Molina (1535-1600). Veel van de Britse schrijvers, onder wie Mun en Misselden, waren kooplieden, terwijl de meeste mercantilistische schrijvers uit de andere landen ambtenaren waren.
Ook in 19e eeuw kwamen nog mercantilistische thema's voor bij schrijvers uit de Duitse Historische Schule, zoals List, evenals bij aanhangers van het "Amerikaanse systeem" en het Britse "vrijhandelsimperialisme".

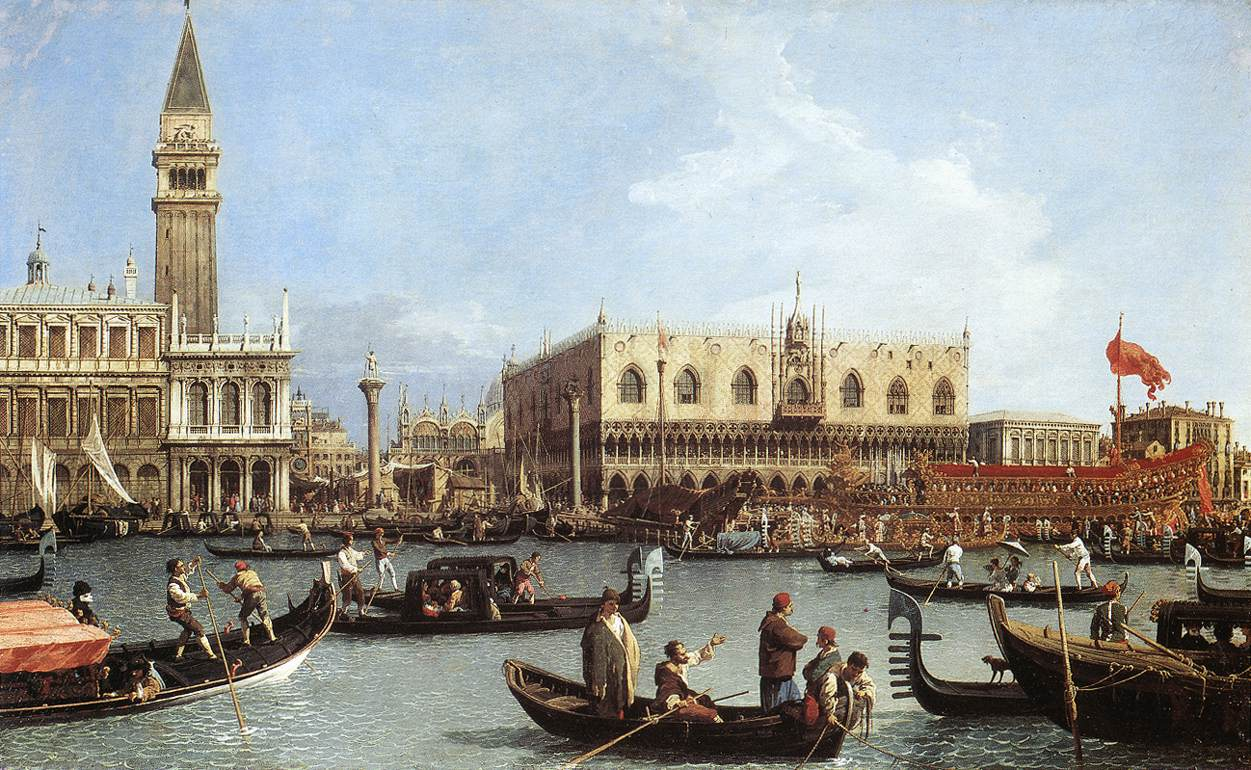
Handelaren in Venetië

De Oostenrijkse advocaat en geleerde Philipp von Hörnigk kwam in zijn Oesterreich über alles, wenn es nur will (Oostenrijk boven alles, als het maar wil) uit 1684 met een negen-punten-programma dat de uitgangspunten van het mercantilisme goed weergeeft:
- Elke vierkante meter grond van een land gebruiken voor landbouw, mijnbouw of het produceren van goederen.
- Alle grondstoffen, die in een land worden gevonden, gebruiken in de binnenlandse productie, aangezien eindproducten een hogere waarde vertegenwoordigen dan grondstoffen.
- Een grote, werkende bevolking aanmoedigen.
- Alle export van goud en zilver verbieden en bevorderen dat al het binnenlandse geld in omloop blijft.
- Invoer van buitenlandse goederen zo veel mogelijk ontmoedigen.
- Bepaalde onmisbare invoer bij de bron aanschaffen, echter niet in ruil voor goud en zilver, maar in ruil voor in het binnenland geproduceerde goederen.
- De invoer zo veel mogelijk beperken tot grondstoffen, die binnenlands verder kunnen worden verwerkt.
- Constant zoeken naar kansen voor de verkoop van overtollige in het binnenland geproduceerde goederen aan buitenlanders ook hier zo veel mogelijk in ruil voor goud en zilver.
- Het niet toestaan van invoer van goederen die ook in voldoende en geschikte mate op de thuismarkt worden geproduceerd.

## Frankrijk 17e eeuw
In Frankrijk ontwikkelde Jean-Baptiste Colbert een vrij specifieke vorm van mercantilisme, colbertisme, die sterk gericht was op de ontwikkeling van industrie en handel, maar de agrarische sector vrijwel buiten beschouwing liet. Hij ontwikkelde als eerste het mercantilisme, wat hij deed om de Franse economie sterk te maken. Ze bevorderden de invoer van grondstoffen, zorgden voor gelijke maten en gewichten, legden kanalen en wegen aan, bevorderden de fabricage van nijverheidsproducten en de uitvoer daarvan. Ook hieven ze belasting op de importproducten.

## Engeland 17e eeuw
In Engeland kwam het mercantilisme tot een hoogtepunt met het aannemen van de Navigation acts vanaf 1651. Deze wetten schreven voor dat alle buitenlandse handel met de Engelse kolonies, maar ook de handel met andere Europese landen via Engeland moest verlopen. Deze politiek hield stand tot de 18e eeuw. Vanaf 1760 maakt het liberalisme opgang. Adam Smith ging in de aanval tegen het mercantilisme.
Andere landen voerden een subsidiepolitiek of richtten zelf staatsondernemingen op. Dit zijn allemaal voorbeelden van protectionistische handelspolitiek

## Kritiek
Adam Smith en David Hume waren de grondleggers van het anti-mercantilistische denken. Lang voordat Adam Smith een ideologie ontwikkelde, die het mercantilisme kon vervangen, had een aantal wetenschappers al belangrijke defecten in de theorie gevonden. Critici zoals David Hume, Dudley North en John Locke ondermijnden veel van het gedachtegoed van het mercantilisme, dat mede als gevolg daarvan in de loop van de 18e eeuw gestaag aan invloed verloor.
Diego de Covarubias y Leyva en Luis de Molina ontwikkelden een subjectieve waardetheorie en prijzen, die beweerde dat het nut van een goed van persoon tot persoon verschilde, zodat rechtvaardige prijzen zouden voortvloeien uit wederzijdse beslissingen in de vrije handel, behoudens de verstorende effecten van monopolie, fraude of overheidsingrijpen. Om dit in de huidige termen uit te drukken, verdedigden de aanhangers van de School van Salamanca de vrije markt, waar de eerlijke prijs van een goed zou worden bepaald door vraag en aanbod. 
Mercantilisten slaagden er niet in de noties van absoluut voordeel en comparatief voordeel (hoewel dit idee pas in 1817 door David Ricardo volledig werd uitgewerkt) en de voordelen van handel in voldoende mate tot zich door te laten dringen.
Veronderstel bijvoorbeeld dat Portugal een efficiëntere producent van zowel wijn als laken zou zijn dan Engeland, maar dat het in Engeland relatief goedkoper zou zijn om laken te produceren in vergelijking met wijn. Dus als Portugal zich in wijn zou specialiseren en Engeland in laken, zouden beide beter af zijn als zij handel zouden drijven. Dit is een voorbeeld van de wederzijdse voordelen van handel als gevolg van comparatief voordeel. In de moderne economische theorie is handel niet een zero-sum game van moordende concurrentie, dit omdat beide partijen kunnen profiteren
Hume beargumenteerde in een beroemde passage de onmogelijkheid van het mercantilistische doel van een constante positieve handelsbalans. Hun redenering was dat als edelmetaal een land binnenstroomde, dat dit dan het aanbod zou verhogen en dat de waarde van edelmetaal in die staat ten opzichte van andere goederen gestaag zou dalen. Als de staat omgekeerd edelmetaal zou exporteren, zou de waarde ervan, ook weer in verhouding tot andere producten, langzaam stijgen. Uiteindelijk zou het niet meer lonend zijn om goederen van het hogeprijzenland naar het lageprijzenland te exporteren. Het saldo van de handelsbalans zou nu omkeren. Mercantilisten begrepen deze te verwachten gang van zaken niet. Zij betoogden lange tijd dat een toename van de geldhoeveelheid simpelweg zou betekenen dat iedereen in het edelmetaal invoerende land rijker zou worden.
Het belang dat gehecht werd aan edelmetaal was ook een centraal doel van de kritiek, zelfs toen veel mercantilisten zelf al begonnen waren het belang van goud en zilver te relativeren. Adam Smith merkte op dat de kern van het mercantiele systeem de "populaire dwaasheid was om rijkdom te verwarren met geld," edelmetaal was eigenlijk precies als alle andere grondstoffen, en er was geen enkele reden om edelmetaal een speciale behandeling te geven. Meer recent hebben geleerden de juistheid van deze kritiek op zijn waarde geschat. Zij geloofden dat Mun en Misselden deze fout niet in de jaren 1620 maakten en zij wijzen op hun volgelingen Josiah Child en Charles Davenant, die in 1699 schreef: "Goud en zilver zijn inderdaad de maatstaven van de handel, maar in alle landen zijn de natuurlijke of kunstmatige product van het land de bron en het origineel ervan; in alle landen zijn de natuurlijke of kunstmatige producten van het land, dat wil zeggen, wat dit land of wat deze arbeider en industrie produceren." De kritiek, dat mercantilisme een vorm van rent-seeking zou zijn, is ook bekritiseerd, met name toen geleerden zoals Jacob Viner er in de jaren 1930 op wezen dat handelaarmercantilisten, zoals Thomas Mun begrepen dat zij geen baat zouden hebben bij hogere prijzen voor Engelse waren in het buitenland.
De eerste school die het mercantilisme volledig afwees was die van de fysiocraten, die hun theorieën in Frankrijk ontwikkelden. Hun theorieën leden ook aan een aantal belangrijke problemen, en de vervanging van mercantilisme kwam pas van de grond na de publicatie in 1776 door Adam Smith van de The Wealth of Nations. Dit boek schetst de basis van wat tegenwoordig bekendstaat als de klassieke economie. Smith besteedt een aanzienlijk deel van zijn boek aan het weerleggen van de argumenten van de mercantilisten, hoewel hij hun ideeën vaak weergeeft in vereenvoudigde of overdreven versies van het mercantilistisch denken.
Geleerden zijn ook verdeeld over de oorzaak van het einde van het mercantilisme. Degenen die geloofden dat de theorie gewoon fout was, waren van mening dat de vervanging van het mercantilisme onvermijdelijk toen Smiths meer accurate ideeën werden onthuld. Degenen die vinden dat mercantilisme rent-seeking was, vonden dat het mercantilisme pas eindigde nadat zich belangrijkste machtsverschuivingen hadden voorgedaan. In Groot-Brittannië verdween het mercantilisme langzamerhand naar de achtergrond toen het Parlement in plaats van de koning de macht kreeg om monopolies te verlenen. Terwijl de rijke kapitalisten, die het Lagerhuis controleerden van deze monopolies profiteerden, vond het Parlement het moeilijk om ze als gevolg van de hoge kosten van groepsbesluitvorming te implementeren.
Mercantilistische verordeningen werden in de loop van de 18e eeuw in Groot-Brittannië steeds meer ingetrokken en in de 19e eeuw omarmde de Britse regering de vrijhandel en Smiths laissez-faire-economie volledig. Op het Europees continent verliep dit proces enigszins anders. In Frankrijk bleef de economische controle in handen van de koninklijke familie en werd het mercantilisme voortgezet tot de Franse Revolutie. In Duitsland bleef het mercantilisme in de 19e en het begin van de 20e eeuw, toen de historische school van de economie zijn grootste invloed uitoefende, van het grootste belang.

## Oorsprong
Geleerden vragen zich af waarom het mercantilisme gedurende 250 jaar de voornaamste economische ideologie was. Een groep, waarvan Jacob Viner een vertegenwoordiger was, stelt dat mercantilisme een voor de hand liggend, gezondverstandsysteem was, waarvan de logische drogredenen niet konden worden ontdekt door de mensen in de 17e en 18e eeuw, simpelweg omdat de vereiste analytische instrumenten in die tijd ontbraken.
De tweede school, die wordt ondersteund door geleerden zoals Robert B. Ekelund, stelt dat het mercantilisme zeker geen vergissing was, maar juist in de ogen van diegene die de doctrines van het mercantilisme formuleerden het best mogelijke systeem. Deze school stelt dat mercantilistische beleid werd ontwikkeld en opgelegd door rent-seeking handelaren en overheden. Handelaren profiteerden sterk van door de overheid opgelegde monopolies, een verbod op buitenlandse concurrentie en de armoede van de arbeiders. Overheden profiteerden van hoge tarieven en betalingen door de handelaren. Terwijl economische ideeën in latere tijden vaak door wetenschappers en filosofen werden ontwikkeld, waren de mercantilistische schrijvers bijna allemaal kooplieden of regeringsfunctionarissen.
Een derde verklaring voor het mercantilisme biedt het monetarisme. De Europese handel op Azië exporteerde edelmetaal om te betalen voor goederen die men in Azië kocht, waardoor de geldhoeveelheid daalde, wat een neerwaartse druk op de prijzen en de economische bedrijvigheid veroorzaakte. Het bewijs voor deze hypothese is het ontbreken van inflatie in de Engelse economie tot de Franse revolutionaire en napoleontische oorlogen, toen er voor het op eerst op grote schaal papiergeld werd gebruikt.
Een vierde verklaring zoekt men in de toenemende professionalisering en technificatie van de oorlogen gedurende het mercantilistische tijdperk, die het opbouwen en beheren van reservefondsen (in het vooruitzicht van oorlog) een steeds duurdere en concurrerende onderneming maakten.

## Voetnoten
1. 1 2  Magnusson (2003), blz. 46.
2. ↑  Magnusson (2003), blz. 47.
3. ↑  (en) Ekelund, Robert B., Jr. and Hébert, Robert F. (1997). A History of Economic Theory and Method, 4th. Waveland Press [Long Grove, Illinois], 40–41. ISBN 1-57766-381-0.
4. ↑  Spiegel, The growth of economic thought (1991), hfdstk 8
5. ↑  Ekelund en Hebert (1975), blz. 43.
6. ↑  Magnussen (2003), blz. 46.
7. ↑  Hiernaar wordt verwezen in Davenant, 1771 [1699], blz. 171 in Magnussen (2003), blz. 53.
8. ↑  Magnussen (2003), blz. 54.
9. 1 2  Niehans (1990), blz. 19.
10. ↑  Ekelund & Tollison (1981).
11. ↑  Wilson (1963), blz. 6.
12. ↑  (en)  Ekelund en Hébert (1975), blz. 61